# Хюсеин паша Охрили
Хюсеин паша Охрили (на турски: Ohrili Hüseyin Paşa) е османски държавник, велик везир на Османската империя.

## Биография
Роден е в Охрид, тогава в Османската империя, от албански произход. Става велик везир на 9 март 1621 година и остава на поста до 17 септември 1621 година. Убит е на 20 май 1622 година в Цариград.